# 庙宫水库
庙宫水库位于中国河北省承德市围场满族蒙古族自治县四道沟乡，是以防洪为主，兼有灌溉、发电等功能的大（二）型水库。
2006年庙宫水库获“国家水利风景区”称号